# زنان هنرمند
اگرچه زنان هنرمند در طول تاریخ درگیر ساختن هنر بوده‌اند، اما کارهای آنها در مقایسه با کارهای همتایان مردشان اغلب مبهم، مغفول مانده و کم ارزش ارزیابی شده‌است. بسیاری از آثار آنها به اشتباه به مردان هنرمند نسبت داده شده‌است. کلیشه‌های رایج در مورد جنسیت‌ها باعث شده‌است که برخی از رسانه‌ها مانند هنرهای پارچه‌ای یا الیافی علی‌رغم اینکه قبلاً مقوله ای بوده‌اند، مانند هنرهای سرامیکی، که زنان و مردان در آن شرکت داشته‌اند، در درجه اول با زنان مرتبط شوند. علاوه بر این، اشکال هنری که این تمایز را کسب کرده‌اند، مانند هنرهای نساجی و پارچه، به جای هنرهای زیبا به دسته‌هایی مانند «جنبش هنر و پیشه» تنزل داده می‌شوند.
زنان در هنر به دلیل تعصبات جنسیتی در جریان اصلی هنرهای زیبا با چالش‌هایی روبرو شده‌اند. آنها اغلب در آموزش، مسافرت و تجارت خود و همچنین کسب اعتبار با مشکلاتی روبرو شده‌اند. از اواخر دهه ۱۹۶۰ و ۱۹۷۰، هنرمندان و مورخان هنر فمینیست جنبشی هنری فمینیستی ایجاد کردند که آشکارا به نقش زنان به ویژه در دنیای هنر غربی، نحوه درک، ارزیابی یا اختصاص هنر جهانی بر اساس جنسیت می‌پردازد. علاوه بر این، نقش زنان در تاریخ هنر همانند جامعه را کاوش می‌کند.

## دوران ماقبل تاریخ

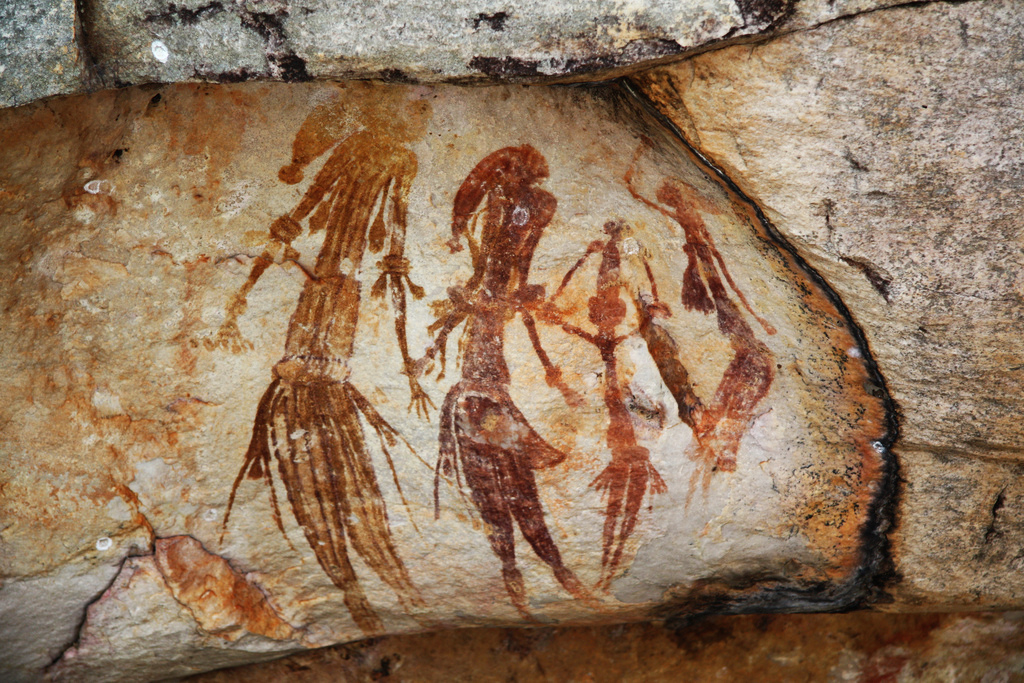
نقاشی‌های سنگی بردشاو در شمال غربی منطقه کیمبرلی در استرالیای غربی پیدا شده‌است

هیچ سابقه ای در مورد اینکه هنرمندان دوران ماقبل تاریخ چه کسانی بوده‌اند وجود ندارد، اما مطالعات انجام شده در مورد بسیاری از مردم نگاران اولیه و مردم شناسان فرهنگی نشان می‌دهد که زنان اغلب صنعتگران اصلی در فرهنگ نوسنگی بودند که در آن‌ها سفال، پارچه، سبد، سطوح نقاشی شده و جواهرات ایجاد می‌کردند. همکاری در پروژه‌های بزرگ اگر معمول نباشد معمول بود. استنباط به آثار هنری و مهارت‌های دوران پارینه سنگی نشان می‌دهد که این فرهنگ‌ها از الگوهای مشابهی پیروی می‌کنند. نقاشی‌های غاری این دوران غالباً دارای چاپ دست انسان است که ۷۵٪ آن را زنان می‌توان تشخیص داد.

### هنر سرامیک
تقریباً در همه فرهنگ‌های توسعه یافته سابقه طولانی هنر سرامیک وجود دارد و اغلب اشیاء سرامیکی همه شواهد هنری باقی مانده از فرهنگهای ناپدید شده مانند Nok در آفریقا بیش از ۳۰۰۰ سال پیش است. فرهنگ‌هایی که به ویژه برای سرامیک مورد توجه قرار می‌گیرند شامل فرهنگ‌های چینی، کریتی، یونانی، ایرانی، مایایی، ژاپنی و کره ای و همچنین فرهنگ‌های مدرن غربی است. شواهدی وجود دارد که ظروف سفالی را به‌طور مستقل در چندین منطقه از جهان از جمله آسیای شرقی، آفریقای جنوب صحرای شرقی، خاور نزدیک و آمریکا اختراع کرده‌اند. صنعتگران معلوم نیست که چه کسانی بودند.

## معاصر
در سال 1993، ریچل وایترید اولین زنی بود که برنده جایزه ترنر گالری تیت شد. گیلیان ویرینگ در سال 1997، زمانی که فهرست نامزدهای نهایی تماماً زن بودند، این جایزه را از آن خود کرد؛ دیگر نامزدها کریستین بورلند، آنجلا بولوک و کورنلیا پارکر بودند. در سال 1999، تریسی امین به خاطر اثرش تختخواب من پوشش رسانه ای قابل توجهی به دست آورد، اما برنده نشد. در سال 2006 این جایزه به نقاش انتزاعی، توما آبتس اهدا شد. در سال 2001، کنفرانسی با عنوان "هنرمندان زن در هزاره" در دانشگاه پرینستون برگزار شد. کتابی با همین نام در سال 2006 منتشر شد که در آن مورخان برجسته هنر مانند لیندا ناچلین به تحلیل هنرمندان زن برجسته ای چون لوئیز بورژوا، ایوان رینر، براخا اتینگر، سالی من، اوا هسه، ریچل وایترید و رزماری تروکل پرداختند. هنرمندان زن معاصر برجسته بین المللی همچنین شامل ماگدالنا آباکانویچ، مارینا آبراموویچ، یاروسلاوا بریختووا، لیندا بنگلیس، لی بول، سوفی کاله، جنت کاردیف، لی شوالیه، مارلن دوما، اورشی دروزدیک، ماریسول اسکوبار، بتینا هاینن-آیچ، جنی هولزر، رونا اسلام، شانتال جوفه، یایویی کوساما، کارن کیلیمینک، سارا لوکاس، نیت نولسون، یوکو اونو، تانیا استوجیچ، جنی سویل، کارولی شنی‌من، سیندی شرمن، شازیا سیکندر، لورنا سیمپسون، لیزا استیل، استلا واین، کارا واکر، ربکا وارن، بتینا ورنر و سوزان دوروتیا وایت هستند.
نقاشی‌ها، کلاژها، مجسمه‌های نرم، هنر پرفورمنس و چیدمان‌های محیطی هنرمند ژاپنی، یایویی کوساما، همگی در وسواس تکرار، الگو و انباشت مشترک هستند. آثار او برخی از ویژگی‌های فمینیسم، مینیمالیسم، سوررئالیسم، آرت بروت، پاپ آرت و اکسپرسیونیسم انتزاعی را نشان می‌دهد و مملو از محتوای خودزندگینامه‌ای، روان‌شناختی و جنسی است. او خود را یک "هنرمند وسواسی" توصیف می‌کند. در نوامبر 2008، حراجی کریستیز نیویورک تابلوی نقاشی او در سال 1959 با عنوان شماره 2 را به قیمت 5,100,000 دلار فروخت که بالاترین قیمت در سال 2008 برای اثری از یک هنرمند زن زنده بود.
در طول سال‌های 2010–2011، مرکز پمپیدو در پاریس گزیده هنرمندان زن معاصر را در نمایشگاهی به نمایش گذاشت. این موزه آثار هنرمندان زن برجسته از مجموعه خود را به نمایش گذاشت. در سال 2010، آیلین کوپر به عنوان اولین زن "نگهبان آکادمی سلطنتی" انتخاب شد. در سال 1995، دیم الیزابت بلکادر در طول 300 سال تاریخ به عنوان "نقاش و رنگرز اعلیحضرت در اسکاتلند" منصوب شد و در سال 1982 نشان OBE را دریافت کرد.

ژانر دیگری از هنر زنان، هنر محیطی زنان است. تا دسامبر 2013، فهرست هنرمندان محیطی زن شامل 307 هنرمند محیطی زن مانند مارینا دِبریس، ورنیتا نمک و بتی بومونت بود. دِبریس از زباله‌های ساحلی برای افزایش آگاهی از آلودگی ساحل و اقیانوس و آموزش کودکان در مورد زباله‌های ساحلی استفاده می‌کند. نمک اخیراً از نامه‌های ناخواسته برای نشان دادن پیچیدگی زندگی مدرن استفاده کرده است. بومونت به عنوان پیشگام هنر محیطی توصیف شده است و از هنر برای به چالش کشیدن باورها و اعمال ما استفاده می‌کند.